# Proiectul Scutul de Aur
Proiectul Scutul de Aur (limba chineză: 金盾工程; pinyin: jīndùn gōngchéng, limba engleză: Golden Shield Project), uneori numit Great Firewall of China („Marele Firewall Chinezesc”) este un proiect de cenzură și supraveghere operat de Ministerul Securității Publice din China. Proiectul a început în 1998 și a intrat în funcțiuni în noiembrie 2003.
Numele Marele Firewall Chinezesc este o referință la Marele Zid Chinezesc.

## Scop
În octombrie 2001 Greg Walton de la International Centre for Human Rights and Democratic Development a scris într-un raport:
„
Cenzura de tip vechi este înlocuită cu o arhitectură masivă și atotprezentă de supraveghere: Golden Shield. Scopul final este integrarea unei baze de date gigantice cu o rețea de supraveghere pe toate planurile: integrînd recunoaștere vocală și a feței, televiziunea cu circuit închis, smart cardurile, înregistrările bancare și tehnologiile de supraveghere a Internetului..”